# Mario et Sonic aux Jeux olympiques (série de jeux vidéo)
Mario et Sonic aux Jeux olympiques (マリオ&ソニック AT 北京オリンピック, Mario ando Sonikku atto Pekin Orinpikku) est une série de jeux vidéo de sports développée principalement par Nintendo SPD et Sega Sports R&D. Édités par Nintendo et Sega, les jeux sont sous licence du Comité international olympique et font participer les personnages issus des séries Super Mario et Sonic the Hedgehog aux épreuves tirées de celles des Jeux olympiques faisant partie des jeux vidéo officiels de ces derniers.

## Historique
| 2007 | Mario et Sonic aux Jeux olympiques (Wii)                          |
| 2008 | Mario et Sonic aux Jeux olympiques (Nintendo DS)                  |
| 2009 | Mario et Sonic aux Jeux olympiques d'hiver                        |
| 2010 |                                                                   |
| 2011 | Mario et Sonic aux Jeux olympiques de Londres 2012 (Wii)          |
| 2012 | Mario et Sonic aux Jeux olympiques de Londres 2012 (Nintendo 3DS) |
| 2013 | Mario et Sonic aux Jeux olympiques d'hiver de Sotchi 2014         |
| 2014 |                                                                   |
| 2015 |                                                                   |
| 2016 | Mario et Sonic aux Jeux olympiques de Rio 2016                    |
| 2017 |                                                                   |
| 2018 |                                                                   |
| 2019 | Mario et Sonic aux Jeux olympiques de Tokyo 2020                  |

La série Mario et Sonic aux Jeux olympiques est composée de six titres, dont certains sont parus à la fois sur console de salon et sur console portable :
- 2007 et 2008 : Mario et Sonic aux Jeux olympiques (Nintendo DS et Wii)
- 2009 : Mario et Sonic aux Jeux olympiques d'hiver (Nintendo DS et Wii)
- 2011 et 2012 : Mario et Sonic aux Jeux olympiques de Londres 2012 (Wii et Nintendo 3DS
- 2013 : Mario et Sonic aux Jeux olympiques d'hiver de Sotchi 2014 (Wii U)
- 2016 : Mario et Sonic aux Jeux olympiques de Rio 2016 (Nintendo 3DS et Wii U)
- 2019 : Mario et Sonic aux Jeux olympiques de Tokyo 2020 (Nintendo Switch)

## Personnages
La série Mario et Sonic aux Jeux olympiques recense un grand nombre de personnages issus des séries Super Mario et Sonic the Hedgehog, dont certains sont venus grossir les rangs au fil des épisodes. Ces personnages sont jouables, font office de boss ou arbitrent simplement les épreuves.
Les personnages jouables sont répartis en quatre catégories qui reflètent leur point fort. Ainsi, le joueur peut choisir stratégiquement le personnage avec lequel il va participer à l'épreuve suivante parmi les types complet, vitesse, habileté et puissance. De plus, le joueur peut jouer avec son Mii qu'il peut personnaliser.
Depuis Mario et Sonic aux Jeux olympiques de Rio 2016, de nombreux personnages sont devenus jouables uniquement dans certaines épreuves spécifiques.
| Personnage                 | Pékin 2008 | Vancouver 2010 | Londres 2012 | Sotchi 2014 | Rio 2016   | Tokyo 2020 |
| -------------------------- | ---------- | -------------- | ------------ | ----------- | ---------- | ---------- |
| Mii                        | [ Note 1 ] | [ Note 1 ]     | [ Note 1 ]   | Oui         | Oui        | Non        |
| Univers Super Mario        |            |                |              |             |            |            |
| Mario                      | Oui        | Oui            | Oui          | Oui         | Oui        | Oui        |
| Luigi                      | Oui        | Oui            | Oui          | Oui         | Oui        | Oui        |
| Peach                      | Oui        | Oui            | Oui          | Oui         | Oui        | Oui        |
| Bowser                     | Oui        | Oui            | Oui          | Oui         | Oui        | Oui        |
| Yoshi                      | Oui        | Oui            | Oui          | Oui         | Oui        | Oui        |
| Daisy                      | Oui        | Oui            | Oui          | Oui         | Oui        | Oui        |
| Wario                      | Oui        | Oui            | Oui          | Oui         | Oui        | Oui        |
| Waluigi                    | Oui        | Oui            | Oui          | Oui         | Oui        | Oui        |
| Donkey Kong                | Non        | Oui            | Oui          | Oui         | Oui        | Oui        |
| Bowser Jr.                 | Non        | Oui            | Oui          | Oui         | Oui        | Oui        |
| Harmonie                   | Non        | Non            | Non          | Non         | [ Note 2 ] | [ Note 2 ] |
| Diddy Kong                 | Non        | Non            | Non          | Non         | [ Note 2 ] | [ Note 2 ] |
| Larry                      | Non        | Non            | Non          | Non         | [ Note 2 ] | [ Note 2 ] |
| Wendy                      | Non        | Non            | Non          | Non         | [ Note 2 ] | [ Note 2 ] |
| Ludwig                     | Non        | Non            | Non          | Non         | ,          | [ Note 2 ] |
| Toad                       | Non        | Non            | Non          | Non         | ,          | Non        |
| Birdo                      | Non        | Non            | Non          | Non         | ,          | Non        |
| Carottin                   | Non        | Non            | Non          | Non         | [ Note 2 ] | Non        |
| Skelerex                   | Non        | Non            | Non          | Non         | [ Note 2 ] | Non        |
| Bowser Skelet              | Non        | Non            | Non          | Non         | [ Note 2 ] | Non        |
| Roy                        | Non        | Non            | Non          | Non         | ,          | Non        |
| Toadette                   | Non        | Non            | Non          | Non         | Non        | [ Note 2 ] |
| Univers Sonic the Hedgehog |            |                |              |             |            |            |
| Sonic                      | Oui        | Oui            | Oui          | Oui         | Oui        | Oui        |
| Tails                      | Oui        | Oui            | Oui          | Oui         | Oui        | Oui        |
| Knuckles                   | Oui        | Oui            | Oui          | Oui         | Oui        | Oui        |
| Amy                        | Oui        | Oui            | Oui          | Oui         | Oui        | Oui        |
| Dr. Eggman                 | Oui        | Oui            | Oui          | Oui         | Oui        | Oui        |
| Shadow                     | Oui        | Oui            | Oui          | Oui         | Oui        | Oui        |
| Vector                     | Oui        | Oui            | Oui          | Oui         | Oui        | Oui        |
| Blaze                      | Oui        | Oui            | Oui          | Oui         | Oui        | Oui        |
| Silver                     | Non        | Oui            | Oui          | Oui         | Oui        | Oui        |
| Metal Sonic                | Non        | Oui            | Oui          | Oui         | Oui        | Oui        |
| Rouge                      | Non        | Non            | Non          | Non         | [ Note 2 ] | [ Note 2 ] |
| Espio                      | Non        | Non            | Non          | Non         | [ Note 2 ] | [ Note 2 ] |
| Jet                        | Non        | Non            | Non          | Non         | [ Note 2 ] | [ Note 2 ] |
| Zazz                       | Non        | Non            | Non          | Non         | [ Note 2 ] | [ Note 2 ] |
| Zavok                      | Non        | Non            | Non          | Non         | [ Note 2 ] | [ Note 2 ] |
| Eggman Nega                | Non        | Non            | Non          | Non         | ,          | [ Note 2 ] |
| Cream                      | Non        | Non            | Non          | Non         | ,          | Non        |
| Omega                      | Non        | Non            | Non          | Non         | ,          | Non        |
| Wave                       | Non        | Non            | Non          | Non         | [ Note 2 ] | Non        |
| Sticks                     | Non        | Non            | Non          | Non         | [ Note 2 ] | Non        |
| Total                      | 17         | 21             | 21           | 21          | 42         | 32         |

De plus, dans certains épisodes, divers personnages des deux univers font leur apparition en tant que boss à battre lors d'une épreuve. Pour la série Super Mario, il s'agit de Méga Bill Ball, Roi Boo, Skelerex, Bowser Skelet, Birdo et Kamek. Quant à la série Sonic the Hedgehog, les boss sont Omega, Rouge, Jet et Eggman Nega.
Par ailleurs, d'autres personnages des deux séries apparaissent également en tant qu'arbitres. Toad, Lakitu et Maskass sont issus de la série Super Mario et Espio, Charmy, Cream, Omochao et Cubot et Orbot de Sonic the Hedgehog.

## Ventes
| Jeu                                                       | Ventes en millions d'unités (estimations) |
| --------------------------------------------------------- | ----------------------------------------- |
| Mario et Sonic aux Jeux olympiques                        | 8,00 (Wii) 5,10 (DS)                      |
| Mario et Sonic aux Jeux olympiques d'hiver                | 4,54 (Wii) 3,47 (DS)                      |
| Mario et Sonic aux Jeux olympiques de Londres 2012        | 3,72 (Wii) 1,19 (3DS)                     |
| Mario et Sonic aux Jeux olympiques d'hiver de Sotchi 2014 | 0,80 (Wii U)                              |
| Mario et Sonic aux Jeux olympiques de Rio 2016            | 0,49 (Wii U) 0,70 (3DS)                   |